# Kovás lakat és kovás fegyver
A kovás fegyver (a kovás lakattal) általános kifejezés bármilyen lőfegyverre, amelynek a gyújtószerkezete kovakövet használ a fegyver elsütéséhez. Minden ilyen lőfegyveren megtaláljuk a három fő alkatrészt: a kovakövet, az acélt és a serpenyőt. A 16. század elején találták fel, alakították ki, de ezt a kifejezést használják arra a szerkezetre is, ami egy továbbfejlesztett, sajátos formájú és működésű változata a kova-acél ellenében szikragyújtású lakatnak, amely szerkezetet valódi kovás lakatnak (francia kovás lakatnak) neveznek. Ez az újabb és biztonságosabb, „végleges” változata a kovás lakattal működő fegyvereknek a korai 17. században gyorsan felváltotta a korábbi, bizonytalanabbul, körülményesebben és kezdetlegesebben működő kovás gyújtású lőfegyverek lakatait, és a még használt régebbi gyújtási elven működő fegyvereket, mint például a kanócos lakatú és a dörzskerekes lakatú puskákat.
Kovás lakattal szerelt fegyvereket használtak több mint két évszázadon át, a gyújtószerkezet működését módosították, finomították, de az alapelv nem változott: kovaköves fegyvereknél az acélhoz csapódó kovakő éle csihol szikrát, az acélról leváló szikraeső gyújtja be a serpenyőbe szórt felporzótöltetet, ami a gyúlyukon keresztül a puskacsőben lévő főtöltetet gyújtja be. A kovás fegyverek elnevezése, besorolása és csoportosítása nem egységes, országonként változhat. A kovás puskák helyébe a csappantyús és a gyutacsos (gyújtókupakos, kapszlis) fegyverek csak a kora 19. században léptek, majd ezt később a töltényalapú rendszerek váltották fel a század közepén. Bár régóta túlhaladottá vált már a kovás szikrakeltési módszerrel működő fegyverelsütés, a fejlettebb lőfegyverek kiszorították ezt, de a kovás fegyverek kedvtelésbőli gyűjtése és használata továbbra is népszerű a fekete lőpor szerelmesei között.
1. Hammer = kakas
2. Jaw screw = pofa csavar
3. Jaws = pofák
4. Flint = kova
5. Frizzen = acél
6. Pan = serpenyő
7. Frizzen spring = a serpenyő fedél rugója

## Története

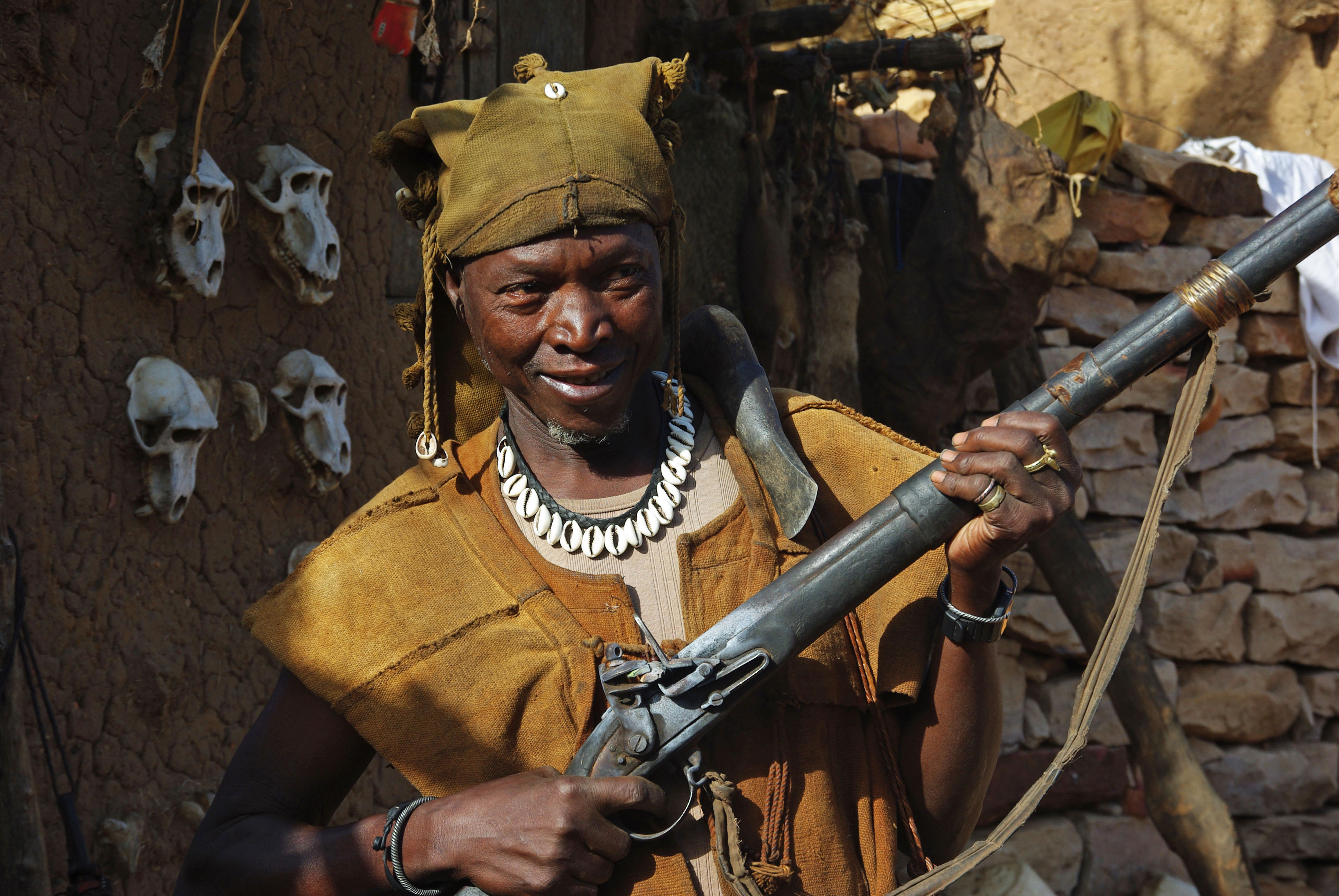
Dogon vadász kovás puskával, Mali, 2010

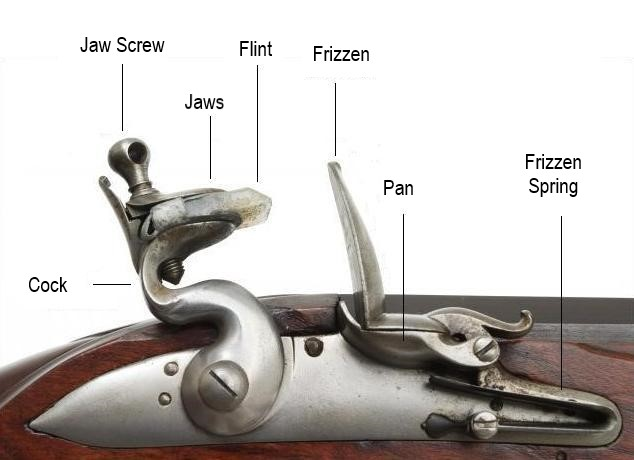
A kovás lakat felépítése

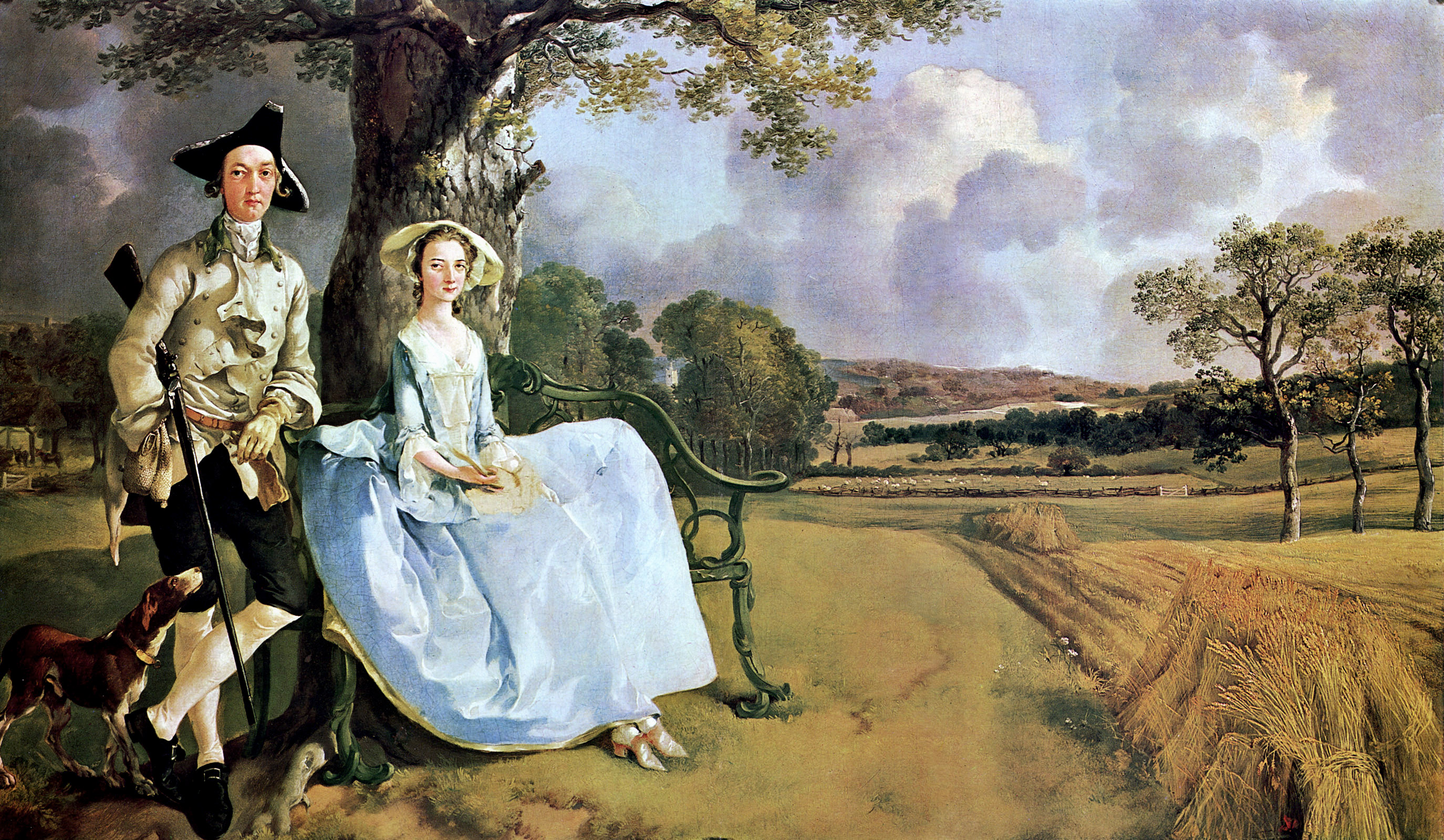
Angol úriember 1750 körül elöltöltős sport kovás puskával

A francia udvari fegyverkovács, Marin le Bourgeoys készítette el az első valódi kovás lakatot (francia lakatot) használó lőfegyvert XIII. Lajos királynak trónra lépési ajándékként 1610-ben, vagy nem sokkal később. Bár több mint fél évszázada ismerték és használták már valamilyen formában a kovás gyújtási eljárást a lőfegyvereken, azok elsütési szerkezetének a fejlesztése folyamatosan zajlott a különböző országok puskaműves- és fegyverkovácsműhelyeiben. A kezdeti kanócos lakatokat felváltotta a kerekes lakat, majd elkészültek a korai kovás puskák (ütőkakasos változatok, miquelet, doglock); a kovás lakat megjelenését követő két évszázadban minden változaton végeztek kisebb fejlesztést és javítást, ami hozzájárult a fegyverek jobb lövőképességéhez és használhatóságához. Le Bourgeoys újragondolta, áttervezte az addigi működési változatokat és fajtákat; míg végül elkészített egy olyan lakatot, amelyet végleges kovás lakatként vagy igazi kovás lakatként ismerünk.
Az új kovás rendszer gyorsan népszerű lett, 1630-ra egész Európában ismertté vált, különféle formáit, változatait gyártották és használták; bár az idősebb kovás rendszereket továbbra is „hadrendben tartották” a fegyveres erők (főleg a gyarmatokon, vagy a kisegítő egységeknél), mivel a teljes, azonnali átállás nagyon költséges lett volna. Egy korai kovás puska található például Rubens festményén, ahol Medici Mária mint Bellona látható (1622-25 körül festhette).
Különböző hátultöltős kovás puskákat már 1650 körül elkezdtek kifejleszteni. A legnépszerűbb elképzelés szerint a puskacsövet lecsavarhatták a fegyver hátuljáról. Nyilvánvaló, hogy ez sokkal hasznosabb a pisztolynál, mert kisebb a cső hossza. Ezt a változatot Queen Anne pisztolyként ismerték, mert az ő uralkodása alatt vált népszerűvé (bár valójában III. Vilmos alatt fejlesztették ki). Egy másik változatnál egy cserélhető, csavaros csatlakozóegységet erősítettek a puskacső oldalára, vagy aljára. Számos vadász- vagy sportpuska készült ezzel a rendszerrel, mivel jóval könnyebbé tette az újratöltést az elöltöltéshez képest.
Az egyik sikeres rendszert Isaac de la Chaumette 1704-ben kezdte építeni. A puskacsövet három egyszerű mozdulattal ki lehet nyitni, majd a lőport és a golyót felülről be lehet tölteni. Ezt a rendszert 1770-ben Patrick Ferguson továbbfejlesztette és ebből 100 kísérleti puskát az amerikai függetlenségi háborúban használtak is. Csak kétféle hátultöltős kovás fegyvert gyártottak nagy mennyiségben: a Hallt és a Crespit. Az elsőt John Hall találta fel és szabadalmaztatta 1817-ben. Ezt a fegyvert az amerikai hadsereg, mint az M 1819-es Hall-féle puskát rendszeresítette.

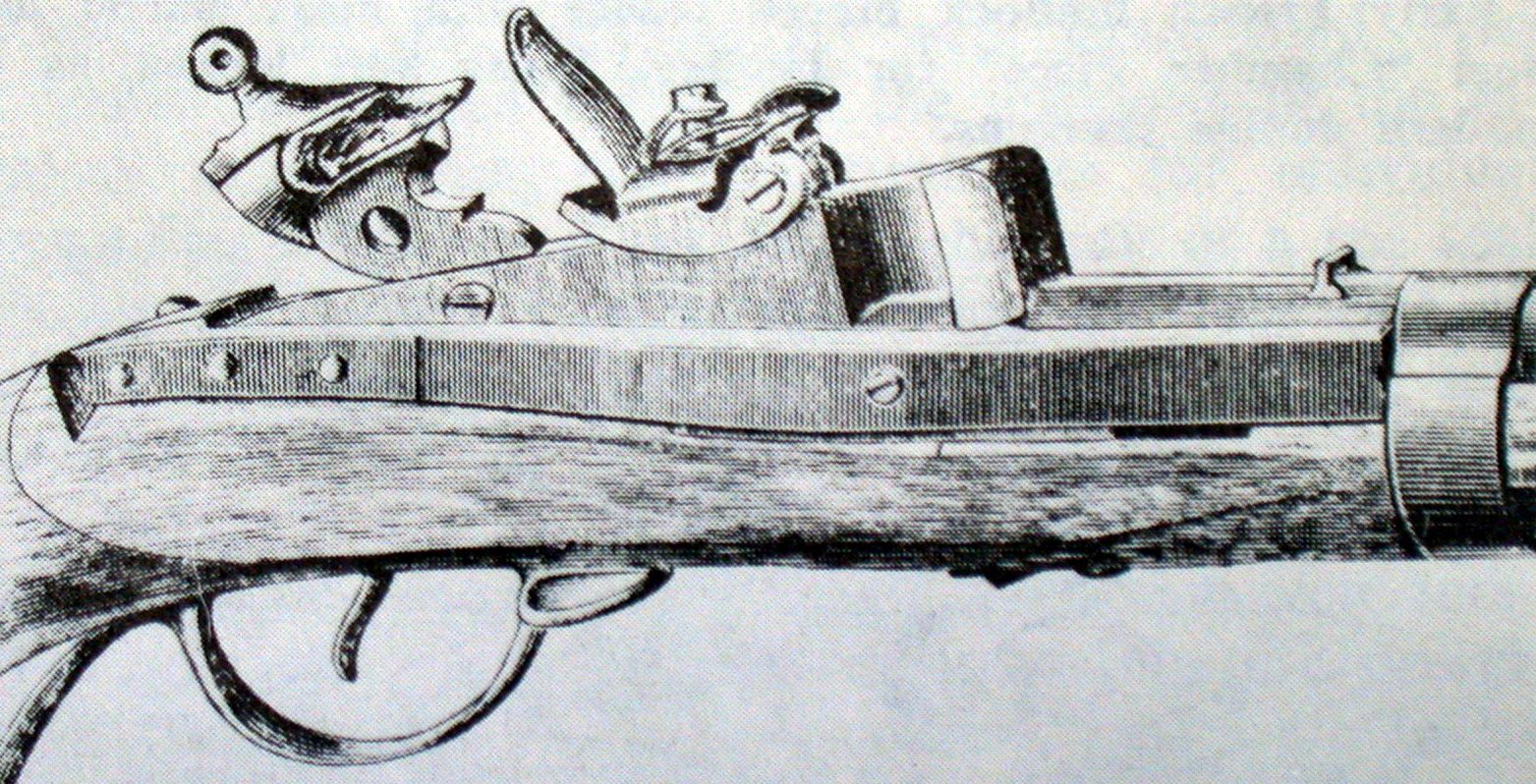
Hall-féle zárszerkezet

A Hall-féle puskába és karabélyba papírtöltényt használtak, amit a felfelé dönthető zárszerkezetbe lehet helyezni. A Hall-puskákból gyakran kiszökött a lőporgáz a csőfar illesztésénél, ez csökkentette a fegyver hatékonyságát és átütőerejét, illetve a lövész szemébe ment az égő lőporszemcse vagy a korom. Ugyanez a gond jelentkezett Giuseppe Crespi muskétájánál is, amelyet az Osztrák Hadsereg 1771-ben rendszeresített. Az ismert hibák ellenére a Crespi-rendszerrel kísérletezett a brit hadsereg is a napóleoni háborúk során, és csappantyús Hall-fegyvereket használtak az amerikai polgárháborúban.
A kovás fegyverek általánosan elterjedtek, mindenütt ezt használták egészen a 19. század közepéig, amikor a helyébe a gyújtókupakos rendszerek léptek. Annak ellenére, hogy régóta elavultnak tartják a kovás lakatú fegyvereket, továbbra is gyártják őket. Nemcsak hagyományőrző egyesületek, hanem vadászok is használják az eredeti alapján újragyártott, hitelesen másolt fegyvereket. Sok amerikai államban, de másutt is külön vadászati időszakot jelölnek ki a fekete-lőport használó fegyvereseknek, akik kovás puskával és kapszlis fegyverekkel is vadászhatnak ekkor.

## Változatok
Kovás lakatot mindenféle típusú fegyveren találhatunk: kézifegyvereken: puskákon vagy pisztolyokon; huzagolt vagy huzagolatlan fegyvereken; mozsarakon és ágyúkon; elöltöltősökön vagy hátultöltősökön.

### Pisztolyok

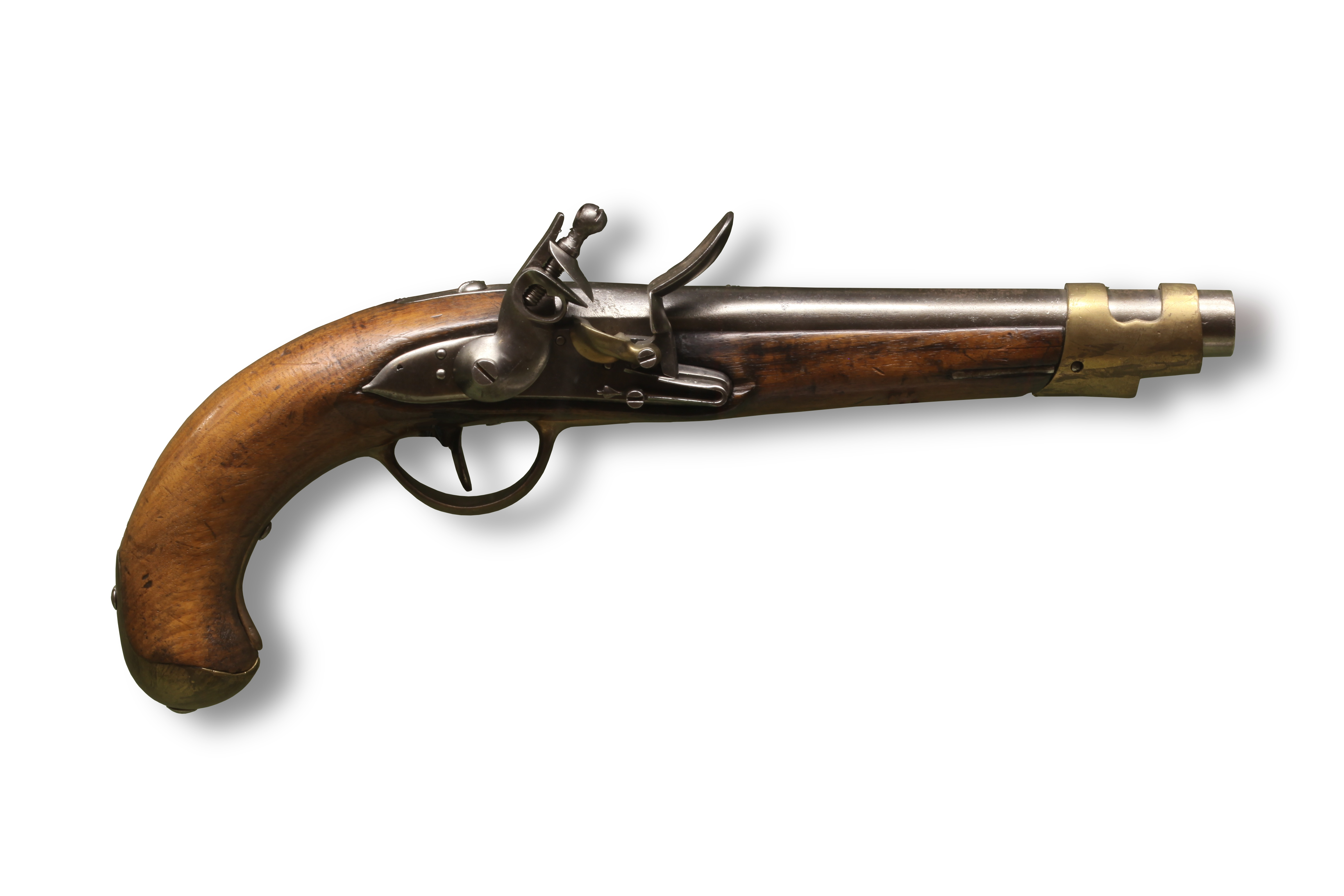
Francia kovás pisztoly, 1790-1795 körül

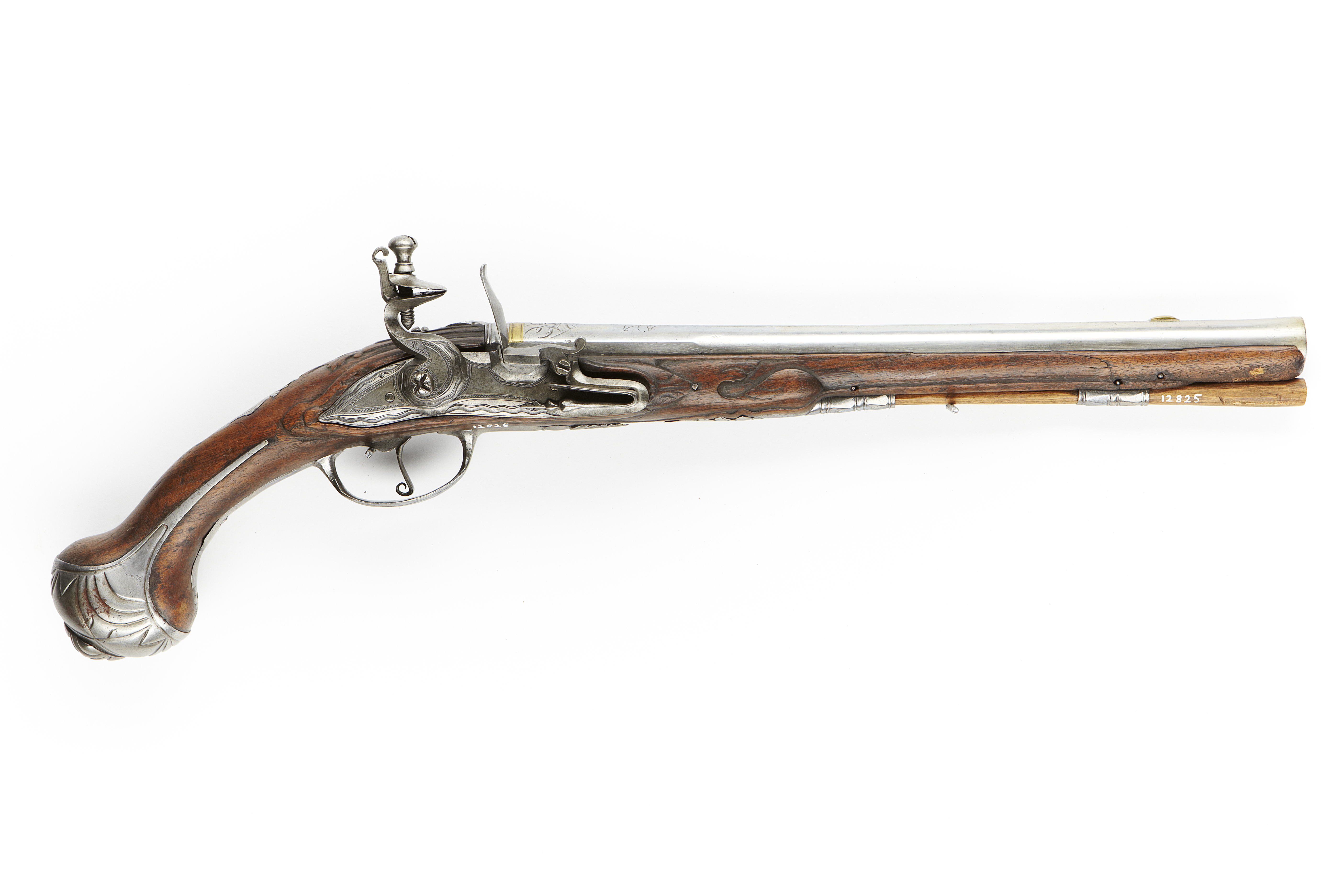
Egy kovás pisztoly 1700-1730-ból

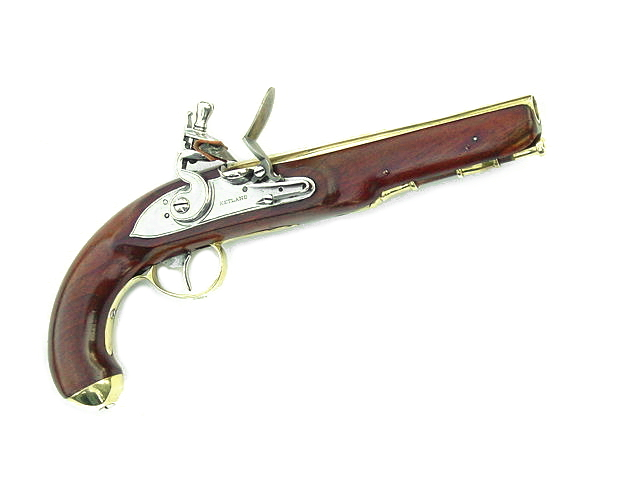
Ketland, sárgaréz csöves huzagolatlan pisztoly, általánosan elterjedt a Gyarmati Amerikában

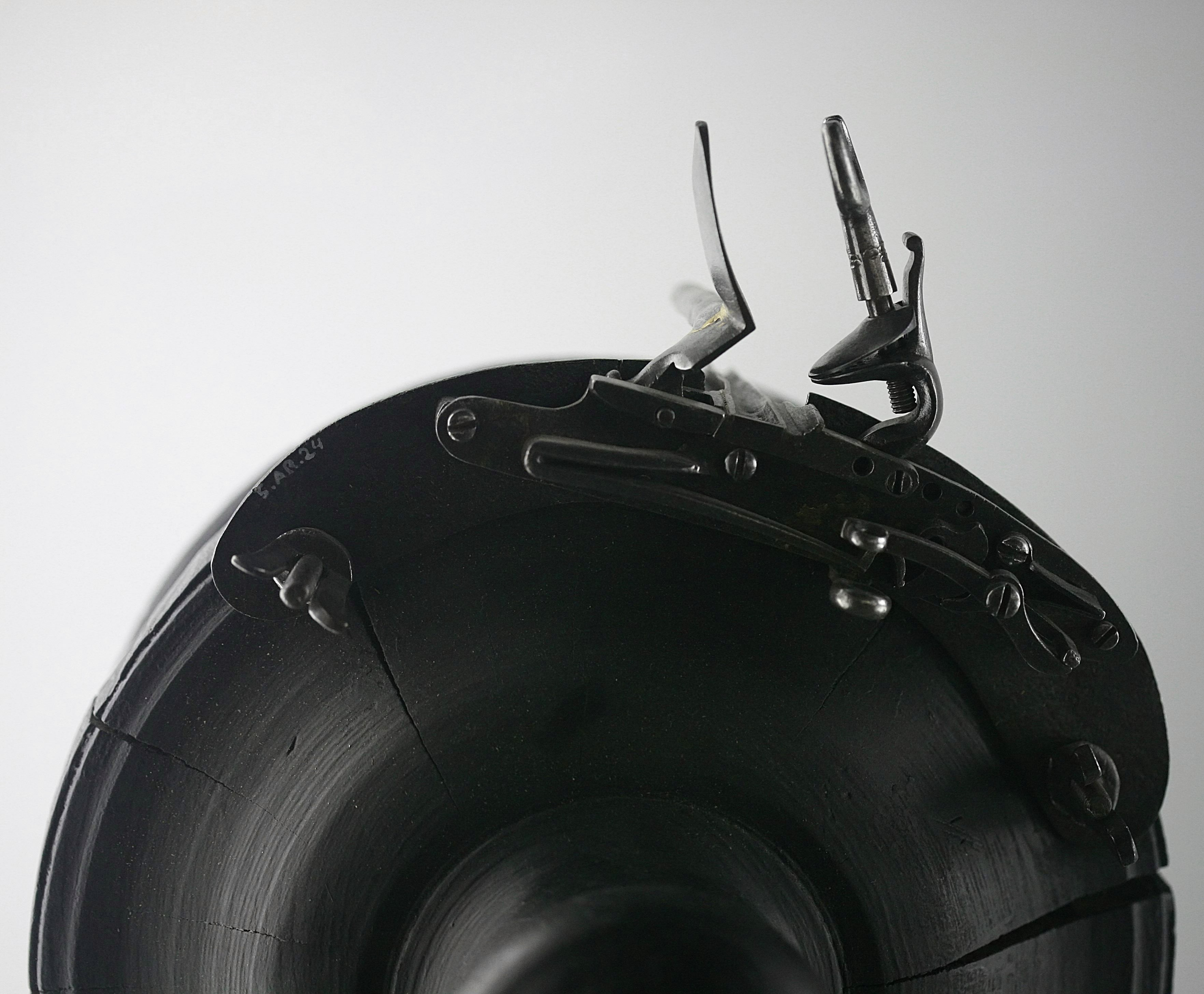
Kovás lakatú gyújtási rendszer egy francia haditengerészeti fegyveren

A kovás pisztolyokat önvédelmi fegyverként is hordták, a hatótávolságuk kicsinysége miatt gyakran egy kard, vagy egy tőr kiegészítéseként használták ezeket. A kovás pisztolyok leginkább huzagolatlanok, bár néhányuk huzagolással készült.
Kovás pisztolyokat különböző méretben és kivitelben készítettek világszerte, az elnevezések gyakran átfedik egymást, nincs pontos besorolásuk; sok eltérő megnevezést használnak a gyűjtők és a kereskedők jóval azután is, hogy e pisztolyok már rég elavultak. A legkisebb rövidebb mint 15 cm, a legnagyobb hosszabb mint 51 cm-es. Az 1700-as évek elejétől a nagyobb pisztolyok könnyebbé és rövidebbé váltak, a század közepe táján a legnagyobbak 41 cm körüliek lettek. A legkisebbek elfértek egy átlagos zsebben vagy egy kézmelegítőben (muff), így a nők is könnyen magukkal vihették.
A nagyobb méretűeket a lovasok pisztolytáskában hordták a nyereg előtt. A kisebb pisztolyok a kabát zsebében is elfértek, vagy a kabát belsejébe varrt pisztolytartó zsebben; a lovaskocsikhoz és a postakocsikhoz gyártott pisztolyokat az ülés vagy a bak alatti táskákba, vagy dobozokba tették; az övre akasztható pisztolyokat szíjkengyellel, vagy kampóval gyártották, hogy övbe csúsztathassák, vagy derékszíjra akaszthassák őket. A nagyobb pisztolyokat lovassági pisztolynak nevezték. Alighanem a legelegánsabb pisztolyok a Queen Anne-pisztoly mintájára gyártottak lettek, ezeket különféle méretben készítették.
A kovás pisztolyok a legmagasabb műszaki színvonalat alkalmasint a brit párbajpisztolyokban érték el; ezek rendkívül megbízhatóak, vízállóak és nagyon pontosak. Külső díszítést alig találunk rajtuk, de a belső szerkezet anyagai és minőségi megmunkálása kivételesen magas mestermunkát képviseltek. A késő 1700-as évek táján nagy méretben készültek, az úgynevezett lovassági pisztolyok méretében, ami mintegy 41 cm hosszú és általában párosával, díszes és rekeszekre osztott fadobozban, a szükséges kiegészítőkkel együtt rendelték, gyártották és árulták őket.

### Muskéták

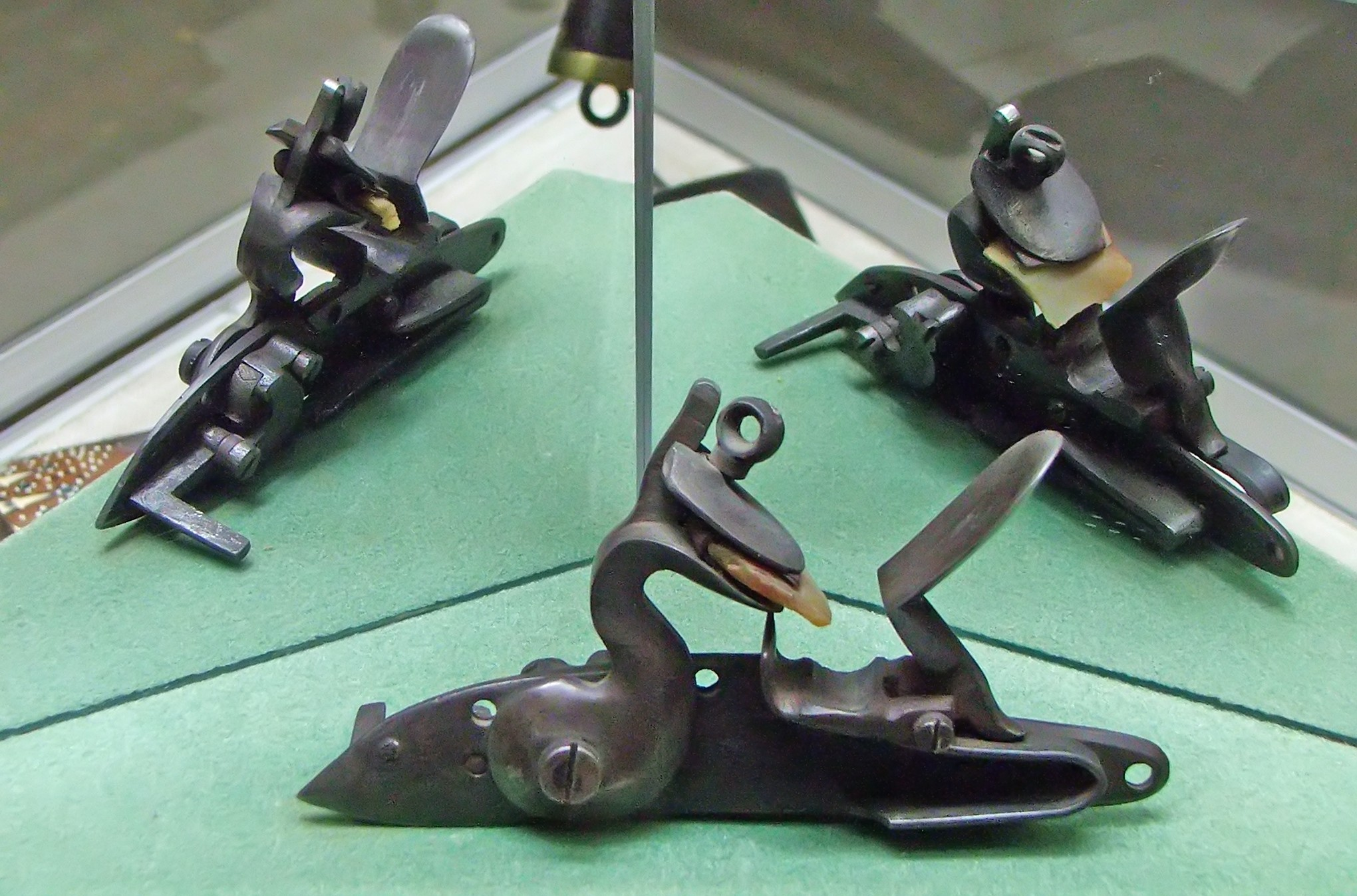
Kovás lakatok

A kovás muskéta (puska) az egyik fő fegyvere és a muskétások a fő egységei az európai hadseregeknek 1660 és 1840 között. A muskéta egy elöltöltős, huzagolatlan (sima) csövű hosszú puska, amibe egy gömb alakú ólomlövedéket (ólomgolyót) töltöttek. Nem csak a sereg használta, gyártottak sportlövészetre és vadászatra is ilyen puskákat. Katonai és vadászati célokra a fegyvert nemcsak egy golyóval tölthették meg, hanem vagy több apró söréttel, vagy pár nagyobb golyóval (postasörét) is. Ezek hatótávolsága 75 és 100 méter közötti. Madarak vadászatára egyfajta sima csövű fegyvert gyártottak, ez az úgynevezett „fowlers”. A katonai kovás muskéták többnyire nagy űrméretűek és általában a végükre nem tettek szűkítést, „choke”-ot, hogy teljes űrméretű nagy golyót vagy nagyméretű sörétet is lőhessenek vele, hiszen a harcmezei sortüzeknél nem követelmény a nagy pontosság, csak a nagy megállítóképességű sűrű golyózápor.
A katonai kovás puskák súlya öt kilogramm körüli, mert a nehezebb fegyvereket nehezen kezelhetőnek találtak; azonban sokkal könnyebbek sem lehettek, mert akkor a fegyver nem elég nehéz ahhoz, hogy kézitusában megfelelően lehessen használni. Általában úgy tervezték a puskákat, hogy a cső végére szuronyt lehessen erősíteni. A kovás puskák szuronya legtöbbször sokkal jelentősebb szerepet játszott a csatákban, mint maga a lövés; a harctéri szuronysérülések és áldozatok száma több mint háromszorosan meghaladta a lőtt sérülésekét. Ez meglehetősen vitatott kérdés a hadtörténészek között, mert több 18. századi csatajelentés szerint a halálos áldozatok és sérülések kevesebb, mint 2% -át okozták szuronyok.
Antoine-Henri Jomini, a napóleoni időszak egyik ünnepelt katonai szerzője, aki számos seregben szolgált ebben az időszakban, kijelentette, hogy a legtöbb szuronyroham úgy végződött, hogy az egyik harcoló fél elmenekült, mielőtt találkozott volna a másik vonallal.[vitatott] A kovás fegyverek korszakában általános előírás volt, hogy a muskéták csövének elég hosszúnak kellett lennie ahhoz, hogy szuronnyal ellátva a katonák a lovasság ellen is sikerrel használhassák. A korszak harcászatára szintén jellemző a több, általában két sorban küzdő gyalogság. A hátsó sor puskáinak szintén elég hosszúnak kellett lenni, hogy az első sor katonáinak vonala elé kilógva az elsütéskor keletkező puskaporrobbanásból származó ártalmak az első vonal katonáiban ne tegyenek kárt. A lándzsaszerű használathoz a katonai kovás puskákat jellemzően hosszabbra, 150-180 cm-esre gyártották (szurony nélkül), ehhez jött még a szuronyok 46–56 cm-es hossza.

### Puskák

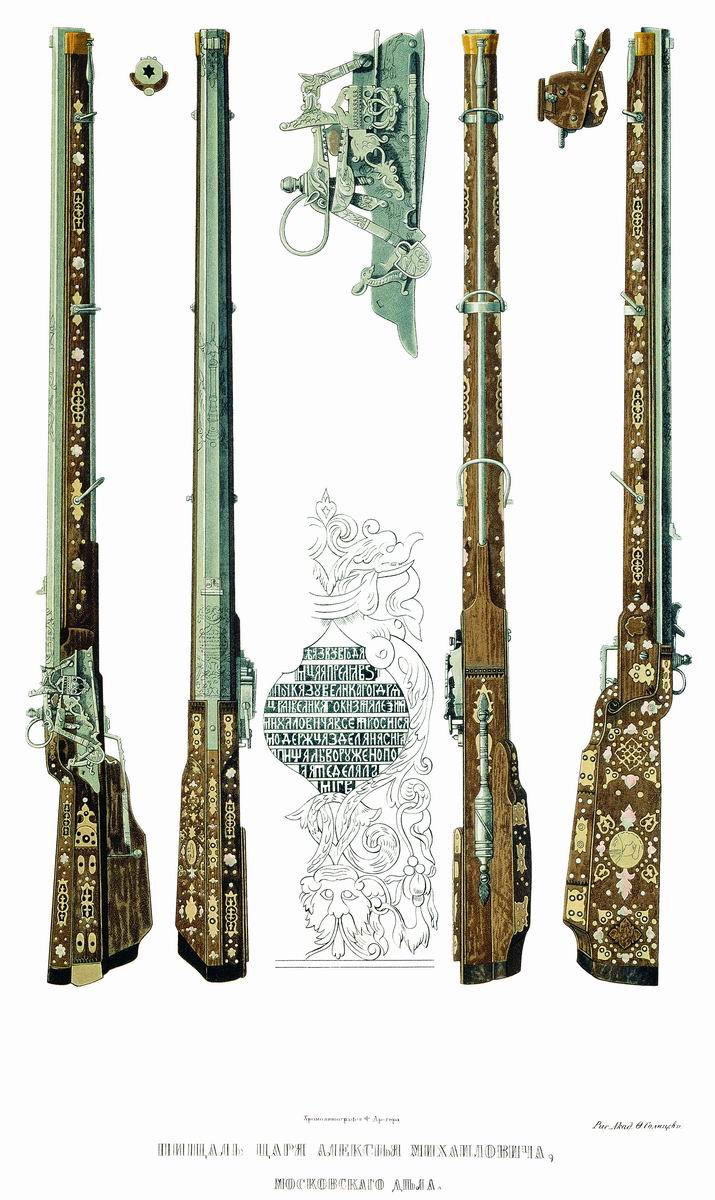
Orosz kovás puskák, 1654-ben készítette Grigorij Viatkin puskaművesmester

Egyes kovás puskákat már huzagoltak a fegyvermesterek. Ezek a csavarodó hornyok a puskát pontosabbá és nagyobb hatótávolságúvá tették – de az elöltöltős lőfegyverek betöltése emiatt még több időbe telt, mert a csőbe pontosan illeszkedő golyót a hornyokon nehezebben lehetett a helyére ütni, illetve a fekete lőpor erősebben szennyezte és dugította el a hornyolt csövet többszöri elsütés után. A katonák nem engedhették meg maguknak, hogy időt pazaroljanak harc közben a puskacső tisztítására két lövés között, és a fegyver nagyobb pontossága is szükségtelen akkor, amikor a muskétások harcmodora a többvonalas sortüzek leadása az ellenség vonalaira. A katonai kovás puskák legtöbbje ezért simacsövű. Huzagolt puskákat a katonaságnál a mesterlövészek, a felderítők, valamint egyéb kisegítő egységek, de a legtöbb huzagolt kovás puskát vadászatra használták.
A 18. század végéig egyre nagyobb erőfeszítéseket tettek az uralkodók arra, hogy a kovás fegyvereket mind jobban használhassák katonai céljaikra; ezért különleges puskás egységeket hoztak létre a seregeikben, mint például Angliában a Birodalmi Lövész Zászlóaljat 1756-ban, vagy a Puskás Dandárt (Királyi Hercegi Dandár) 1800-ban. Annak ellenére, hogy a simacsövű kovás puskák túlsúlyba kerültek a Minié-golyó megjelenéséig – a csappantyús fegyverek elterjedése elavulttá tette a kovás fegyvereket.
Az Amerikai Egyesült Államokban, az eredetileg Európában tervezett kisebbfajta puskák módosításával egy „hosszú puskát”, a Pennsylvania puskát, vagy más néven a Kentucky puskát fejlesztették ki; amely hosszú csöve miatt rendkívül pontosan hordott, a hatótávolsága 250 méter körüli. Mivel a Pennsylvania/Kentucky puskákat elsősorban vadászatra használták, a kisebb tűzerő és kisebb kaliberű töltény is megfelelt, a leggyakoribb űrméret a 32-es és a 45-ös. Ezt a típusú puskát néha úgy csúfolták, hogy a „borsópuska”, mivel a beleillő golyó akkora volt, mint egy borsó.
A jezail egy másik példája a hosszú csövű kovás puskák változatainak; Afganisztánban, Indiában, Közép-Ázsiában, valamint a Közel-Kelet egyes részein katonai fegyverként használták, ezért nagy a tűzereje, nagyobb és nehezebb golyót lőttek ki vele.

### Többlövetű kovás fegyverek

#### Többcsövűek
Azért, hogy az újratöltési időt csökkentsék (még a legjobb lövésznek is 15 másodperc kell ahhoz, hogy újratöltsön egy huzagolatlan csövű, elöltöltős puskát), a kovás puskákat két, három, négy, vagy még több csővel is gyártották, hogy minél több lövést tudjanak gyors egymásutánban leadni. Ezeknek a fejlesztéseknek a gyártási költsége többnyire magas lett; a fegyverek gyakran megbízhatatlanok és veszélyesek voltak. Míg olyan fegyverek, mint a duplacsövű puska, viszonylag biztonságosak, más fegyverek, mint a borsszóró revolver néha tüzet hordó egyidejűleg, vagy néha csak felrobban a felhasználó kezében. Gyakran olcsóbb, biztonságosabb, megbízhatóbb megoldás volt több egylövetű fegyvert előkészíteni helyette.

#### Egycsövűek
Néhány ismétlő puska, többlövetű egycsövű pisztoly, többlövetű egycsövű revolver is készült az idők folyamán. Figyelemre méltó fegyverfejlesztők és -fejlesztések: a Puckle puska, Mortimer, Kalthoff, Michele Lorenzoni, Abraham Hill, a Cookson pisztolyok, a Jennings ismétlő fegyver, illetve az Elizeus Collier revolver.

## Hátrányai
A kovás puskák sokkal hajlamosabbak működési hibákra, mint az újabb fegyverek. Az elcsettenés (csütörtök) gyakori. A kovakövet megfelelően kell előkészíteni és rögzíteni; a kakas pofáiba rosszul, vagy rossz szögben szerelt kő nem ad elég erős szikrát, ami drámaian növeli a csütörtökök számát. A nedvesség és a pára is hibaforrás, mivel a nedves acél, serpenyő vagy por megakadályozza a szikrázást és a tüzelést. Ez azt jelenti, hogy a kovás fegyvereket nem lehet használni esős, vagy párás időben. Néhány hadsereg megpróbálta orvosolni ezt a gondot egy bőrdarabbal, amivel betakarták, vagy bebugyolálták az elsütőszerkezetet, de ez az eljárás is csak korlátozott eredményt hozott.
A véletlen tüzelés is gondot okoz a kovás puskáknál. Ha égő parázs marad a gyúlyukban vagy a cső alján, az is begyújthatta a következő lőpor adagot új töltéskor. Ezt el lehetett kerülni, ha várakozási időt iktattak be az újratöltés előtt, megvárták amíg az előző töltés maradéka teljesen elég (ez persze csökkentette a tűzgyorsaságot). Egy nedves tisztítás is elolthat minden parazsat, egyben csökkenti a maradék korom miatti hibákat is. A csatatéren a katonák ezeket az óvintézkedéseket nem tehették meg. Olyan gyorsan kellett újra tüzelniük, amilyen gyorsan csak tudtak; gyakran elérték a percenkénti három-négy lövést. Az ilyen ütemű újratüzelés jelentősen megnövelte a véletlen elsülés veszélyét.
Amikor egy kovás fegyvert elsütnek, szikraesőt szór szanaszét, a puskacső végéből és a serpenyőből is. Ezért tüzeltek és töltöttek soronként a katonák egyszerre (sortüzeket adtak vezényszóra), ez biztosította, hogy az egyik katona lövésszikrája nem gyújtotta meg a következő katona puskaporát, amíg az újratöltött; ami alatt beszórta a puskaport a csőbe, vagy a serpenyőt felporozta.
Egy acéltól induló véletlen szikra is begyújthatja a fő lőportöltetet, olyankor is, ha a serpenyőt még nem töltötték fel. Néhány mai kovásfegyver használó egy bőrdarabbal takarja be az acélt töltés közben; ez biztonsági lépés lehet arra, hogy a véletlen lövést megakadályozzák. Ez a gyakorlat azonban lelassítja a betöltési időt, ami miatt a harctereken a múltban ezt nem használták.
A fekete lőpor használatától a kovás puskák csöve gyorsan elkormosodik, ami gondot okoz mind a huzagolt, mind a sima csövű fegyvereknél, mert a nagyobb pontosság érdekében pontosan illeszkedő golyót töltöttek a csőbe. Minden egyes lövéssel egyre több szennyeződés tapad a cső falára, így a fegyvert egyre nehezebb betölteni. Még akkor is, ha a cső súlyosan szennyezett, a golyót a megfelelő helyre, egészen a cső aljára kell döngölni a puskavesszővel. Ha légrés marad a puskapor és a golyó között (ez az úgynevezett „rövid töltés”) nagyon veszélyes, mert a cső ettől felrobbanhat.
A fekete lőpor hanyag kezelése is veszélyes, nyilvánvaló okokból. A lőporadagolókat, tölcséreket és más alkatrészeket általában rézből készítették, hogy csökkentsék a szikrakeletkezés veszélyét, ami meggyújthatná a lőport. A katonák gyakran előre elkészített tölteteket, „patront” használtak, amelyek tartalmát, a későbbi töltetekkel ellentétben, nem egészben csúsztattak be a fegyver csövébe. Ezek a töltetek kis papírcsövek, amik az előre kimért mennyiségű lőport és az ólomgolyót tartalmazták. Ezeket a papír patronokat biztonságosan lehetett kezelni, de az elsődleges céljuk nem a biztonság, hanem a gyors töltés. A katonának nem kell időt pazarolnia a lőporszaru elővételére, a lőpor kimérésére, a golyó keresésére, ha előre legyártott papír patront használt. Egyszerűen feltépte a fogával a patront, kis mennyiségű lőporral felporozta a serpenyőt, aztán a fennmaradó lőport a csőbe töltötte, a golyót utána engedte, a papírt összegyűrte és fojtásnak használta.
A fekete lőpor, amit a kovás puskák használtak, ként is tartalmaz. Ha a fegyvert a használat után nem tisztították meg azonnal, a maradék lőpor és korom elnyelte a levegőből a nedvességet, ami a maradék kénnel kénsavat alkotott. Ez a sav megrongálta, megmarta a fegyvercső belsejét és a zárszerkezetet is. Azok a kovás fegyverek, amelyeket nem gondoztak, nem takarítottak rendesen, illetve a rendszeres karbantartásuk elmaradt, hamar megrozsdásodtak, tönkre mentek, használhatatlanná váltak.
A legtöbb kovás puska a fejlett gyáripar, a tömegtermelés beindulása előtt készült. Még a nagy mennyiségben gyártott fegyverek és alkatrészek is kézi munkával készültek. Ha egy kovás lakat megsérült, vagy az alkatrészek idővel megkoptak, azokat nem lehetett könnyen pótolni. Az alkatrészek gyakran meghibásodtak, ha egy nem hozzáértő próbálta helyre ütögetni, kalapálni, vagy egyébként módosítgatni az alkatrészeket, az a későbbi javítást nagyon megnehezítette. A gépi sorozatgyártás, a cserélhető alkatrészeket használata csak röviddel azelőtt indult el, ahogy a kovás puskák helyébe a gyutacsos fegyverek léptek.

## Működési módok

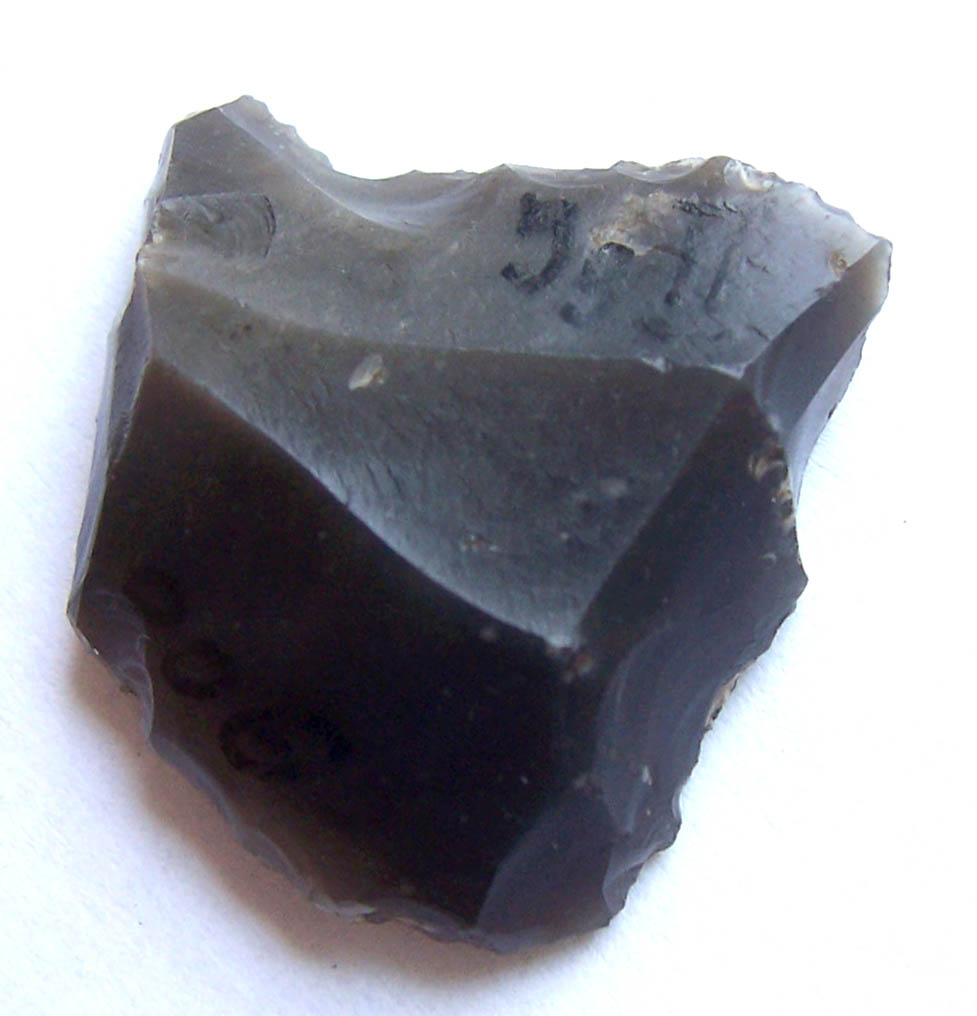
Kovakő a kovás puskához – 17. század

Kovás lakat elsütése

A kovás lakat szikravetése (a tüzelés indítása)

- Húzzuk a kakast félállásba, ahol az a dió első, mélyebb vágásában megakad, ez a biztosított állapot, mely megakadályozza, hogy véletlenül elsüljön a fegyver töltés közben.
- Az elöltöltős fegyvert a cső végéről feltöltjük fekete lőporral a lőporszaruból, majd söréttel vagy egy kerek golyóval, amelyet általában egy darab papírba vagy egy tépés szövetbe rakunk fojtásként; mindezeket a cső aljára nyomjuk, vagy döngöljük egy töltővesszővel (amit általában a cső oldalára rögzítenek). Korábban a lőpor és a golyó közé is került fojtás.
- A serpenyőt feltöltjük kis mennyiségű, nagyon finomra őrölt puskaporral, majd a serpenyő fedelét és az acélt lehajtjuk.

A fegyver most „felporzott és feltöltött” állapotba került; vadászatra vagy csatára (elsütésre) kész.
Tüzelés:
- A kakast tovább húzzuk „félkakas” biztonsági félállású töltő helyzetből „teljes kakas” állásba.
- A fegyver célra tartásával az elsütő billentyű (ravasz) meghúzásakor az elsütő emelő kiugrik az akasztóból (a teljes állású bevágásból), a kakas a kovával előre csap.
- A kovakő szikrát csihol az acélról, miközben a kakas felnyitja a serpenyő fedelét, ahol a szikra begyújtja a serpenyőben a felporzó lőport.
- A felporzó lőpor begyulladása a gyúlyukon keresztül a cső farában, az égéstérben beindítja a fő lőportöltet égését, s a fegyver elsül.

A Királyi Gyalogság, a Kontinentális Hadsereg, valamint az összes többi sereg később papír patront használt a fegyver betöltésére. A kimért felporzó és töltő lőpor, a golyó a fojtással azonnal elérhető lett, ha a katona ezt a kis saját készítésű papír „boríték”, töltetet használta. A kovás fegyver töltésének menete papír patronnal:
- húzza fel a kakast fél-állásba;
- tépje fel a patront a fogaival;
- töltse félig tele puskaporral a serpenyőt, kívülről a gyúlyuk felé haladva;
- csukja le az acélt, melynek az alsó része így befedi a serpenyőt;
- öntse a maradék puskaport a csőbe, majd a patronból helyezze a fojtást és a golyót is a cső tetejébe;
- vegye elő a töltővesszőt és nyomja, vagy üsse a golyót az egész töltéssel együtt szorosan a cső aljára;
- tegye helyére a töltővesszőt;
- vegye vállra a fegyvert.

A fegyver tüzelésre kész, el lehet sütni.

## Kulturális hatás
A lőfegyverek több mint 200 évig a kovás gyújtási rendszer valamilyen változatát használták. Nem akadt versenytársa addig, amíg Alexander John Forsyth fel nem talált egy kezdetleges gyutacsos rendszert 1807-ben, ekkortól a kovás rendszer népszerűsége csökkenni kezdett. A gyutacsos gyújtási rendszer vízállóbb és megbízhatóbb ugyan, mint a kovás, de az átállás a kovás rendszerről a gyutacsosra lassan folyt; a gyutacsos rendszert nem használták széles körben 1830-ig. Az M 1840 Springfield muskéta volt az utolsó kovás lőfegyver, amit az amerikai hadseregnek sorozatban gyártottak. Azonban elavult kovás puskákkal harcoltak még az amerikai polgárháború korai szakaszában is; például 1861-ben a Tennessee Hadseregben több mint 2000 kovás puskás lövész szolgált.
Mivel kovás fegyvereket hosszú ideig használtak, ezért az a nyelvünkön is nyomot hagyott; a katonai kiképzési és a katonai felvonulási nyelven is. Az olyan kifejezéseket, mint például: "zárral, tussal és csővel” (angol) = „tokkal-vonóval” (magyar) = mindenestül; „a kakast csak félig húzta fel” (angol) = felkészületlenül, „lobbanás a serpenyőben” (angol) = „szalmaláng” (magyar) = lelohadó; a jelenlegi angol nyelvben is használják. Ezen túlmenően, a fegyverfogási helyzetek, illetve a kiképzési, alaki fogások és mozdulatok és gyakorlatozási parancsok, amelyeket eredetileg a kovás fegyverek fogására, töltésére és elsütésére használtak megmaradtak mind a mai napig a szokásos gyakorlatozásoknál, illetve díszszemléken.

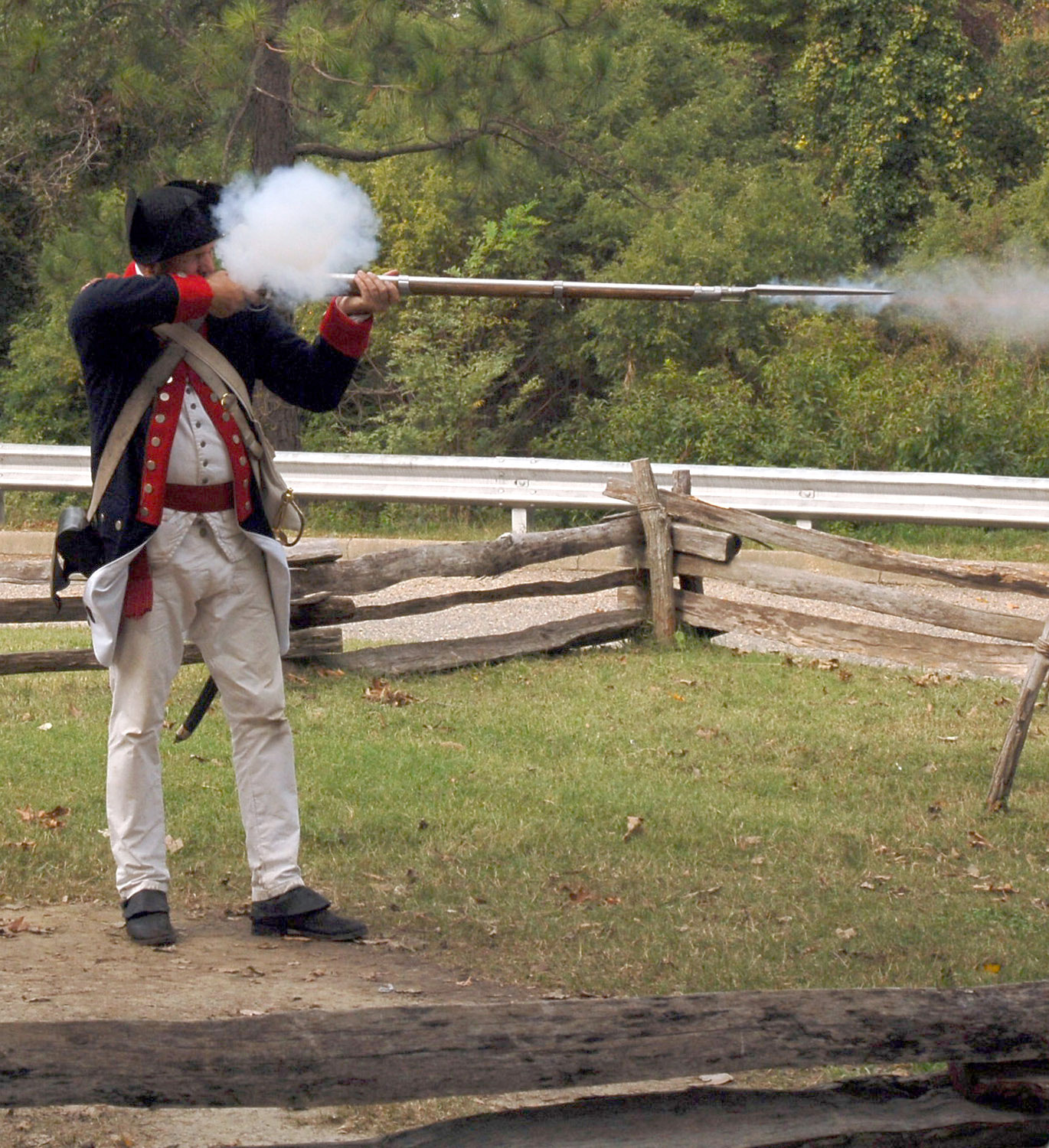
Lövés kovás puskával
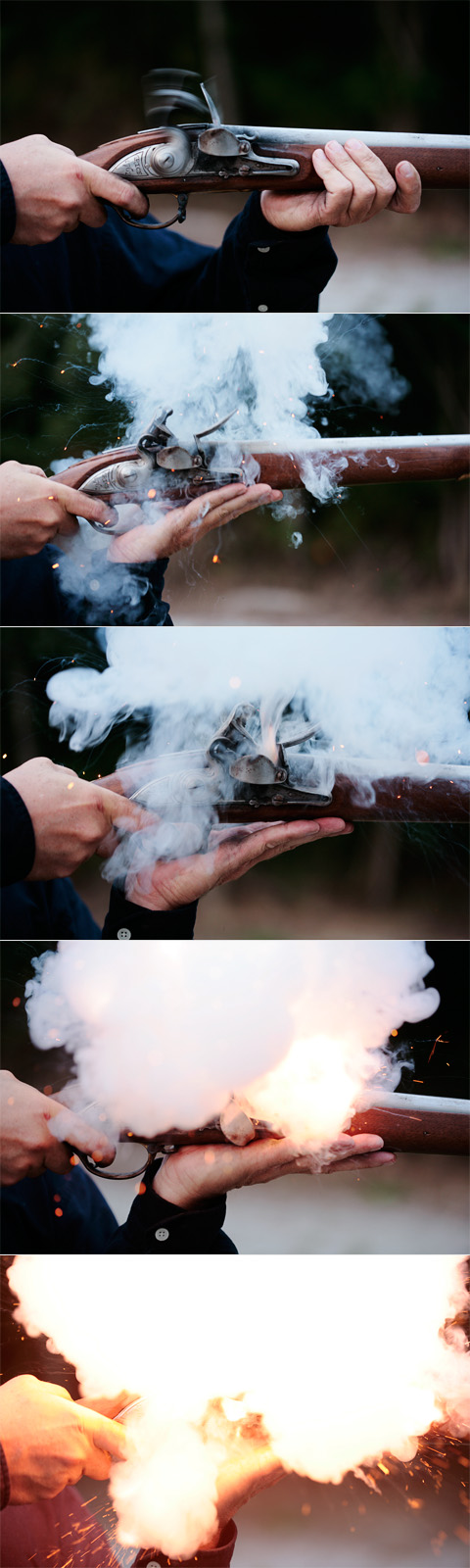
Gyújtási sorrend kovás fegyvernél

## Fordítás
Ez a szócikk részben vagy egészben  a   Flintlock című angol Wikipédia-szócikk ezen változatának fordításán alapul.  Az eredeti cikk szerkesztőit annak laptörténete sorolja fel. Ez a jelzés csupán a megfogalmazás eredetét és a szerzői jogokat jelzi, nem szolgál a cikkben szereplő információk forrásmegjelöléseként.